# Георги Шомов
Георги Костадинов Шомов е деец на Българския земеделски народен съюз.

## Биография
Георги Шомов е роден на 12 март 1880 година в неврокопското село Сатовча, което тогава е в Османската империя. Работи като калайджия. Участва в Първата световна война и на фронта приема идеите на БЗНС. След края на войната основава земеделска дружба в Сатовча и три години я оглавява. Няколко години е и кмет на селото. В 1922 година, когато убийствата на земеделски дейци в конфликта с ВМРО зачестяват, Шомов бяга в София и влиза в Оранжевата гвардия на Тодор Паница, като взима участие във всички нейни акции. При избухването на Септемврийското въстание през 1923 г. е в Мехомия, където участва в установяването на въстаническа власт. След края на въстанието става нелегален. Задържан и убит е от дейци на ВМРО на 2 октомври 1923 година в гатера на Георги Пенков на Предела.